# Syrenia montana
Syrenia montana là một loài thực vật có hoa trong họ Cải. Loài này được Klokov miêu tả khoa học đầu tiên.